# Atari Portfolio
Atari Portfolio — первый IBM PC-совместимый карманный компьютер. Был выпущен корпорацией Atari в 1989 году.

## Технология
Atari Portfolio построен на процессоре Intel 8088 с тактовой частотой 4,9152 МГц и работает на варианте операционной системы MS-DOS, называемой DIP DOS 2.11. Atari Portfolio имеет 128 кБ оперативной памяти и ПЗУ 256 кБ, содержащее операционную систему и встроенные приложения. Встроенная оперативная память разделяется между системной памятью и устройством хранения данных (диск С). Жидкокристаллический дисплей — монохромный, без подсветки, с разрешением 240×64 пикселей, или 40 символов × 8 строк.
С правой стороны компьютера находятся расширения для параллельного и последовательного портов, модема или MIDI-модулей. Расширение порта для съёмных карт памяти, которое используется в Atari Portfolio, не совместимо с PC-стандартом, так как было разработано еще до появления этого стандарта. На начальном этапе были доступны карты расширения памяти объёмом 32, 64 и 128 кБ, а затем появились карты емкостью до 4 Мбайт. Карты расширения запитываются сменными батареями, которые держатся около 2 лет. Встроенные приложения включают текстовый редактор, электронную таблицу (совместимую с Lotus 1-2-3), телефонную книгу и планировщик. Карты расширения содержат также дополнительные программы, например, шахматы, файловый менеджер и финансовый менеджер. На Atari Portfolio можно запустить большинство текстовых MS-DOS-приложений, при условии, что они не запрашивают непосредственного доступа к устройствам и могут вместиться в имеющейся, относительно небольшой памяти.
Другие модули расширения включают дисковод и блок расширения ОЗУ. Блок расширения ОЗУ дает Atari Portfolio дополнительные 256 кБ оперативной памяти, которые можно разделить на несколько дисков. Он также использует дополнения через разъем расширения, что позволяет использовать более одного блока расширения. Теоретически можно подключить несколько таких расширителей памяти, увеличивая доступный объём хранения данных более чем на 640 кБ.
Существует также подключаемое к настольному ПК устройство чтения и записи карт памяти. Комплект содержит карты ISA, специальный кабель, кардридер, а также дискету с программным обеспечением.
Кроме того, используя модуль параллельного порта, стандартный кабель параллельного порта и поставляемое программное обеспечение (на основе DOS), можно подключить Atari Portfolio к обычному настольному компьютеру для обмена файлами с блоком памяти.

## Использование
Сегодня Atari Portfolio по-прежнему пользуется некоторой популярностью. Многие ценят его за строгую простоту и отсутствие ненужных функций. Кроме того, для Atari Portfolio были созданы некоторые полезные дополнения, в том числе аксессуары, позволяющие использовать в устройстве электролюминесцентную подсветку.
Еще одно интересное дополнение сделано в модификации Portfolio CompactFlash. При изменении слота карты памяти и установке CF-разъема и небольшой схемы становится возможным использование CF-карты (хотя объёмом не более 32 Мб на каждый раздел, из-за ограничений ROM DOS) .

## Atari Portfolio в кино
Atari Portfolio появляется на экране в фильме «Терминатор 2: Судный день», где он используется молодым Джоном Коннором, чтобы обойти систему безопасности банкомата, используя кабель, соединяющий параллельный интерфейс Portfolio с чипом смарт-карты. Эта же установка появляется во второй раз в фильме, когда Джон использует его в лаборатории Cyberdyne Systems, чтобы получить доступ в хранилище.